# Subrogation
Subrogation ist ein Begriff aus dem Sozialversicherungsrecht des Schweizer Bundesgesetzes über die berufliche Alters-, Hinterlassenen- und Invalidenvorsorge (BVG), der im Art. 27 der Verordnung über die berufliche Alters-, Hinterlassenen- und Invalidenvorsorge (BVV 2) geregelt wird. Eine weitere Umschreibung findet sich als Subrogationsbestimmung im Art. 72 Abs. 1 des Versicherungsvertragsgesetzes (VVG), die jedoch nach Meinung des Rechtswissenschaftlers Peter Gauch sehr unklar formuliert ist.

## Etymologie
Der Begriff Subrogation leitet sich von Surogat ab, oder dem Verb lateinisch subrogāre (sub-, anstelle von; -rogāre, fragen) mit der ursprünglichen Bedeutung „jemanden an die Stelle eines anderen durch das Volk wählen lassen; zur Nachwahl vorschlagen, nachwählen lassen“ ab. Im Übertragenen Sinne also jemand anderen an die Stelle setzen.

## Prinzip der Subrogation
Das Subrogationsprinzip soll eine «Überentschädigung» des Anspruchstellers ausschließen. Dies ist im Kranken- und Unfallversicherungsgesetz (KUVG 100) geregelt:

«Nach diesem Prinzip tritt der Versicherer im Rahmen seiner Leistungen gegenüber einem haftpflichtigen Dritten in die Rechte des Versicherten oder seiner Hinterlassenen ein.»

Im VVG 72 Abs. 1 ist es wie folgt beschrieben:

«Ersatzansprüche, die dem Anspruchsberechtigten gegenüber Dritten zustehen, gehen insoweit auf den Versicherer über, als dieser Entschädigung geleistet hat.»

Durch Subrogation („Übergang der Rechte der geschädigten Person auf den zahlenden Ersatzpflichtigen“) kann beispielsweise eine Invalidenversicherung, die bei einem Unfall mit bleibender Körperschädigung Leistungen erbringt, die erbrachten Leistungen von der schädigenden Person zurückfordern.
Für einen Schaden ist gelegentlich mehr als eine Partei haftbar. Beispielsweise kann bei einem Arbeitsunfall eine Krankenversicherung, eine Berufsunfallversicherung, ein Hersteller eines Produktes nach Produkthaftungsrecht und eine weitere schadensauslösende Partei zum Ersatz von Schäden verpflichtet sein.
Unter Umständen kann der Schadensersatzberechtigte Ansprüche gegen mehrere Verpflichtete richten, die sich überschneiden oder zu einer Vervielfachung des Schadensersatzes führen.
Im Wege gesetzlicher oder vertraglicher Regelungen wird eine solche Bereicherung vermieden.  Eine Methode zur Vermeidung der sogenannten ungerechtfertigten Bereicherung stellte die Subrogation dar. Sie wird gelegentlich als Abtretung eines Regressanspruchs an den Versicherer bezeichnet.
Wenn sich im obigen Beispiel der Geschädigte an den Hersteller wendet und nach Produkthaftungsrecht einen Ersatz seiner Schäden erhält, kann ein Versicherer, der dem Geschädigten bereits Leistungen wegen der Schädigung geleistet hat, nach Vertrag oder Gesetz als Subrogationsanspruch des Versicherers vom Geschädigten die Herausgabe des weiteren Schadensersatzes verlangen.
In der Praxis merkt der Geschädigte nicht unbedingt, dass im Schadensfall eine Subrogation erfolgt, weil die Geltendmachung von Subrogationsansprüchen über gesetzliche oder vertragliche Abtretungen häufig nahezu automatisch erfolgt.